# 호아킨 카파로스
호아킨 데 헤수스 카파로스 카미노(스페인어: Joaquín de Jesús Caparrós Camino, 1955년 10월 15일, 안달루시아 지방 우트레라 ~)는 스페인의 축구 감독이다.

## 축구 경력
카파로스는 안달루시아 지방 세비야 주 우트레라 사람이다. 선수 시절 초라한 그리 두각을 나타내지 못했던 카파로스는 20대 중반에 감독으로 전향하였는데, 처음 맡은 선수단은 아마추어 구단인 산 호세 오브레로였다. 그가 처음으로 맡은 프로 구단은 인근 레크레아티보로, 3년을 지휘봉을 잡아 소속 구단이 2년차에 세군다 디비시온 승격을 이끌었다.
카파로스는 비야레알 감독직을 7경기 동안 맡았는데, 발렌시아 연고 구단은 1년 만에 라 리가 복귀를 확정지었고, 이듬해에도 세비야를 이끌고 역시 승격에 성공하였다.
카를로스 마르체나, 호세 안토니오 레예스, 헤술리 그리고 세르히오 라모스와 같은 유소년 졸업생들과, 줄리우 바프티스타, 아드리아누, 다니 아우베스, 그리고 헤나투 등의 선수 영입을 통해 카파로스 감독은 향후 국내와 유럽 무대 성공의 초석을 쌓았지만, 결실은 후임인 후안데 라모스가 맺었다.
2005년 여름, 카파로스는 데포르티보로 둥지를 옮겼으나, 2년차에 성적 부진으로 해고장을 받았다. 그의 다음 행선지는 아틀레틱 빌바오였는데, 2008-09 시즌에 코파 델 레이에서 전 소속 구단인 세비야를 코파 델 레이 준결승전에서 합계 4-2로 이기면서 대회 결승에 진출했는데, 결승전 상대인 바르셀로나가 3관왕을 달성하면서 자동으로 UEFA 유로파리그 진출권을 손에 넣게 되었다.
2010-11 시즌, 카파로스는 사자 군단을 이끌고 리그 6위의 성적을 기록해 또다시 UEFA 유로파리그 진출에 성공했다. 2011년 7월 7일, 계약이 종료되었는데, 동시에 구단은 선거를 통해 새 회장을 선출하고, 카파로스가 떠나면서 공석이 된 감독 직위는 아르헨티나 출신의 마르셀로 비엘사가 가져갔다.
2011년 7월 27일, 카파로스는 스위스의 뇌샤텔 크사막스 감독직을 맡기로 합의를 보았다. 그러나, 그는 불라트 차가에프 구단주와의 불화로 5경기만에 사표를 제출하였다. 10월 3일, 로렌소 세라 페레르 마요르카 부회장은 발레아레스 연고 구단이 카파로스와 감독직에 합의를 보았다고 발표했다.
2013년 2월 4일, 2년차에 처음 5경기에서 안방 3승 원정 2무를 기록하는 인상적인 모습으로 시즌을 시작했지만, 뒤에서 2위로 처지면서 카파로스 감독은 마요르카 감독직에서 해임되었다. 그가 마지막으로 맡은 경기는 0-3으로 패한 레알 소시에다드와의 원정 경기였다.
레반테 1년차를 리그 10위로 마친 후, 카파로스는 2014년 5월 23일에 2년 연장 계약을 체결하였다. 그러나, 그 다음 주, 그는 레반테를 떠나 또다른 1부 리그 구단인 그라나다로 이적하였다.
2015년 1월 16일, 그라나다가 리그 최하위로 처지고, 코파 델 레이에서는 세비야한테 합계 1-6으로 밀려 탈락하면서, 카파로스는 경질되었다. 그는 이듬해 11월 초에 현장에 복귀했는데, 엔리케 마르틴의 후임으로 오사수나의 감독이 되었으나, 분위기 반전을 이루지 못하였고, 결국 2017년 1월 5일에 리그에서 7전 7패를 기록하면서 직위가 해제되었다.
2017년 6월 2일, 카파로스는 처음으로 유럽 밖에서 감독일을 하게 되었는데, 그는 카타르의 알 아흘리 도하와 계약했다. 12월 27일, 그는 사적인 이유로 사임했다.
2018년 4월 28일, 카파로스는 빈첸초 몬텔라 감독의 해임으로 세비야에 복귀하게 되었는데, 시즌 말까지 감독 대행을 맡았다. 5월, 파블로 마친이 그의 후임 감독이 되면서, 그는 구단의 단장으로 이직하였다.
2019년 3월 15일, 세비야가 슬라비아 프라하와의 UEFA 유로파리그 16강전에서 패퇴하면서 마친이 취임 10달 만에 해고장을 받게 되었고, 카파로스가 시즌 말까지 다시 감독 대행을 맡았다.

## 감독 통계
2020년 11월 18일 기준
| 구단                | 국적       | 취임            | 해임             | 기록 | 기록 | 기록 | 기록 | 기록 | 기록 | 기록 | 기록   | 주     |
| 구단                | 국적       | 취임            | 해임             | 전   | 승   | 무   | 패   | 득   | 실   | 차   | 율 %   | 주     |
| ------------------- | ---------- | --------------- | ---------------- | ---- | ---- | ---- | ---- | ---- | ---- | ---- | ------ | ------ |
| 힘나스티코 알카사르 | 스페인     | 1990년 7월 1일  | 1992년 6월 30일  | 88   | 37   | 29   | 22   | 114  | 79   | +35  | 42.05  | [ 23 ] |
| 콩켄세              | 스페인     | 1992년 7월 1일  | 1993년 6월 30일  | 44   | 30   | 8    | 6    | 87   | 24   | +63  | 68.18  | [ 24 ] |
| 만사나레스          | 스페인     | 1994년 7월 1일  | 1995년 6월 30일  | 38   | 15   | 12   | 11   | 50   | 42   | +8   | 39.47  | [ 25 ] |
| 모랄로              | 스페인     | 1995년 7월 1일  | 1996년 6월 30일  | 44   | 26   | 9    | 9    | 80   | 33   | +47  | 59.09  | [ 26 ] |
| 레크레아티보        | 스페인     | 1996년 7월 1일  | 1999년 6월 30일  | 140  | 61   | 44   | 35   | 154  | 110  | +44  | 43.57  | [ 27 ] |
| 안달루시아          | 스페인     | 1998년 6월 30일 | 2000년 7월 1일   | 2    | 2    | 0    | 0    | 3    | 0    | +3   | 100.00 | —      |
| 비야레알            | 스페인     | 1999년 7월 1일  | 1999년 10월 4일  | 7    | 2    | 3    | 2    | 7    | 8    | −1   | 28.57  | [ 28 ] |
| 세비야              | 스페인     | 2000년 7월 1일  | 2005년 6월 3일   | 226  | 102  | 55   | 69   | 310  | 235  | +75  | 45.13  | [ 29 ] |
| 데포르티보          | 스페인     | 2005년 6월 3일  | 2007년 6월 17일  | 98   | 38   | 25   | 35   | 110  | 114  | −4   | 38.78  | [ 30 ] |
| 아틀레틱 빌바오     | 스페인     | 2007년 7월 13일 | 2011년 7월 7일   | 187  | 70   | 44   | 73   | 242  | 260  | −18  | 37.43  | [ 31 ] |
| 뇌샤텔 크사막스     | 스위스     | 2011년 7월 27일 | 2011년 9월 3일   | 5    | 1    | 3    | 1    | 4    | 5    | −1   | 20.00  | —      |
| 마요르카            | 스페인     | 2011년 10월 3일 | 2013년 2월 4일   | 64   | 19   | 16   | 29   | 70   | 95   | −25  | 29.69  | [ 32 ] |
| 레반테              | 스페인     | 2013년 6월 9일  | 2014년 5월 27일  | 44   | 14   | 13   | 17   | 42   | 53   | −11  | 31.82  | [ 33 ] |
| 그라나다            | 스페인     | 2014년 5월 28일 | 2015년 1월 16일  | 22   | 3    | 9    | 10   | 14   | 36   | −22  | 13.64  | [ 34 ] |
| 오사수나            | 스페인     | 2016년 11월 8일 | 2017년 1월 5일   | 8    | 1    | 0    | 7    | 3    | 17   | −14  | 12.50  | [ 35 ] |
| 알 아흘리 도하      | 카타르     | 2017년 6월 3일  | 2017년 12월 27일 | 16   | 6    | 4    | 6    | 21   | 25   | −4   | 37.50  | —      |
| 세비야 (감독 대행)  | 스페인     | 2018년 4월 38일 | 2018년 5월 19일  | 4    | 3    | 1    | 0    | 7    | 4    | +3   | 75.00  | [ 36 ] |
| 세비야 (감독 대행)  | 스페인     | 2019년 3월 15일 | 2019년 5월 23일  | 11   | 6    | 1    | 4    | 16   | 11   | +5   | 54.55  | [ 37 ] |
| 아르메니아          | 아르메니아 | 2020년 3월 10일 | 현임             | 6    | 3    | 2    | 1    | 9    | 6    | +3   | 50.00  |        |
| 합계                | 합계       | 합계            | 합계             | 1054 | 439  | 278  | 337  | 1345 | 1157 | +188 | 41.65  |        |